# Hua Hong Semiconductor
Hua Hong Semiconductor (кит. 华虹半导体有限公司) — китайская компания, занимающаяся литейным производством чистой полупроводниковой продукции, базирующаяся в Шанхае, основанная в 1996 году в рамках национальной программы Китая по развитию полупроводниковой индустрии. Второй по величине производитель микросхем в материковом Китае после SMIC и 6-й по величине в мире, с долей рынка 2,6 % во втором квартале 2021 года. Компания имеет листинг на Гонконгской бирже.
В настоящее время самое современное подразделение Hua Hong — её дочерняя компания Shanghai Huali Microelectronics Corporation (HLMC), которая успешно освоила 28 и 22 нм техпроцесс и приступила к разработке 14-нм технологии. Тем не менее, основу прибыли Hua Hong составляет продукция, выполненная по техпроцессам 65 нм и больше.

## История
В 1996 году компания Shanghai Hua Hong Microelectronics (ныне Hua Hong Semiconductor) была основана в рамках национального проекта Китая по развитию своей индустрии микросхем.
В 1997 году между Hua Hong и NEC было создано совместное предприятие HHNEC для производства DRAM по заказам NEC. В 2003 году компания прекратила производство DRAM-памяти и начала литейное производство по схеме pure-play — то есть выпуском полупроводниковой продукции для внешних заказчиков.
В декабре 2000 года была основана Grace Shanghai, производитель pure-play. В 2011 году HHNEC и Grace Shanghai были объединены в Shanghai Hua Hong Grace Semiconductor Manufacturing Corporation, которая позже перешла в состав Hua Hong Group, дочерней компании Hua Hong Semiconductor Ltd.
Компания успешно пережила вводимые китайским правительством санитарные меры 2020 года. В 2021 году на фоне глобального дефицита микросхем компания была вынуждена отказаться от части зарубежных заказов, чтобы удовлетворить спрос на внутреннем рынке.

## Заводы
В настоящее время компания управляет тремя фабриками по производству 200-миллиметровых пластин (HH Fab1, HH Fab2 и HH Fab3) в Шанхае, расположенными в экспортной обрабатывающей зоне Цзиньцяо и в технопарке Чжанцзян, с общей производительностью около 180 000 пластин в месяц.
Рядом с заводами Hua Hong и SMIC в Чжанцзяне находится научно-исследовательский центр (ICRD), работающий совместно с другими полупроводниковыми компаниями, университетами и НИИ, разрабатывающий 7-5 нм техпроцесс на 300-миллиметровых пластинах.
Hua Hong также владеет двумя 300-миллиметровыми фабриками (HH Fab5, HH Fab6) в Чжанцзяне и Канцяо через свою дочернюю компанию Shanghai Huali (HLMC).
В технологическом районе Синьу (г. Уси) также действует 300-мм завод (HH Fab7), планируется строительство ещё одного.